# M-30 (Spanien)
Die M-30 ist der dritte Straßenring um die spanische Hauptstadt Madrid und der innerste, der als solcher ausgeschildert ist. Sie ist größtenteils nach Autobahnstandards ausgebaut, lediglich ein kurzer Abschnitt im Norden besitzt mit höhengleichen Kreuzungen und Ampelanlagen den Charakter einer Stadtstraße. Insbesondere im westlichen Teil besitzt sie neben den durchgehenden Hauptfahrbahnen auch ausgedehnte Verflechtungsstreifen. Sie ist die einzige spanische Autobahn, die sich unter der Verwaltung einer Stadt befindet.

## Geschichte
Erste Pläne zu einem dritten Straßenring um Madrid gab es bereits 1929, konkretere Planungen wurden jedoch erst in den 1960er-Jahren aufgenommen. Bauarbeiten für die M-30 begannen in den 1970er-Jahren, hierbei wurde zwischen zwei Abschnitten unterschieden. Der östliche Teil verlief vom Autobahnkreuz mit der heutigen A-1 bis zum Kreuz mit der heutigen A-4. Dort begann der westliche Abschnitt, der größtenteils dem Verlauf des Flusses Manzanares folgt und bei der Eisenbahnbrücke Puente los Franceses endet. Die ersten Abschnitte wurden im November 1974 für den Verkehr freigegeben, teilweise nur die Verteilerfahrbahnen. 1983 wurde der östliche Teil nach Norden hin bis zum heutigen Kreuz mit der M-40 verlängert. In den 1990er-Jahren erfolgte der nördliche Lückenschluss des Rings zwischen diesem Kreuz und dem Kreuz mit der A-1. Auf diesem Abschnitt befindet sich mit der Avenida de la Ilustración der einzige nicht autobahnartig ausgebaute Abschnitt der M-30. Dies war Folge von Forderungen von Bürgerbewegungen.

### Calle 30
Nachdem das unter anderem für die Straßenverwaltung zuständige Ministerium für öffentlich Arbeiten (heute Ministerium für Verkehr, Mobilität und städtische Agenda) sich in den 1990er-Jahren hauptsächlich auf den Bau der weiter stadtauswärts liegenden Ringautobahn M-40 konzentrierte, wurden in Madrid die Stimmen lauter, die eine Anpassung der M-30 an die gewachsenen Verkehrsströme und eine bessere städtebauliche Integration forderten. Im Jahr 2003 ging in Folge davon die Zuständigkeit der M-30 an die Stadt Madrid über, die für den Betrieb, sowie Aus- und Umbau, die Gesellschaft „Calle 30“ (Straße 30) gründete.
Am 2. September 2004 begannen die Bauarbeiten für den Túnel sur del Bypass, der am Kreuz mit der A-3 beginnt, anschließend das südliche Autobahnkreuz mit der A-4 umgeht und im weiteren Verlauf in Richtung Nordwesten die bisher oberirdisch am Fluss Manzanares liegenden Fahrbahnen auf Höhe des Cercanías-Bahnhofs Príncipe Pío unter die Erde verlegt. Lediglich ein kurzer Abschnitt der nordwärts führenden Fahrbahn auf Höhe des ehemaligen Stadions Vicente Calderón verblieb an der Oberfläche, unterquerte in diesem Abschnitt aber eine Tribüne des Stadions. Der Tunnel wurde in mehreren Phasen eröffnet, der letzte Abschnitt am 8. Mai 2007. Durch diese Maßnahme konnte das Kreuz mit der A-4 vom durchgehenden Verkehr auf der M-30 entlastet werden und die Flussufer des Manzanares wurden wieder für die Stadtbevölkerung zugänglich und können so der Naherholung dienen. Entlang des Flussufers wurde auf den freiwerdenden Flächen der Landschaftsgarten Parque Madrid Río angelegt. Ergänzend zum Túnel sur del Bypass wurden viele weitere Maßnahmen umgesetzt, wie der leistungsfähige Umbau bestehender Knoten oder die Einrichtung einer modernen Verkehrsleitzentrale.
Im September 2021 begannen die Bauarbeiten zur Verlegung des letzten oberirdischen Abschnitts im Süden der M-30 in einen Tunnel. Während der Bauphase wurde der Verkehr teilweise über das ehemalige Spielfeld des Stadions Vicente Calderón geführt. Die veranschlagten Kosten hierfür liegen bei 46,3 Millionen Euro, die Bauarbeiten wurden 2023 abgeschlossen. In den kommenden Jahren soll südlich von Las Ventas (Anschlussstelle 6B) eine 200 Meter lange Überdeckelung der M-30 entstehen, um die beiden Stadtviertel besser zu verbinden und den bestehenden Park neben der Autobahn zu vergrößern.

## Galerie

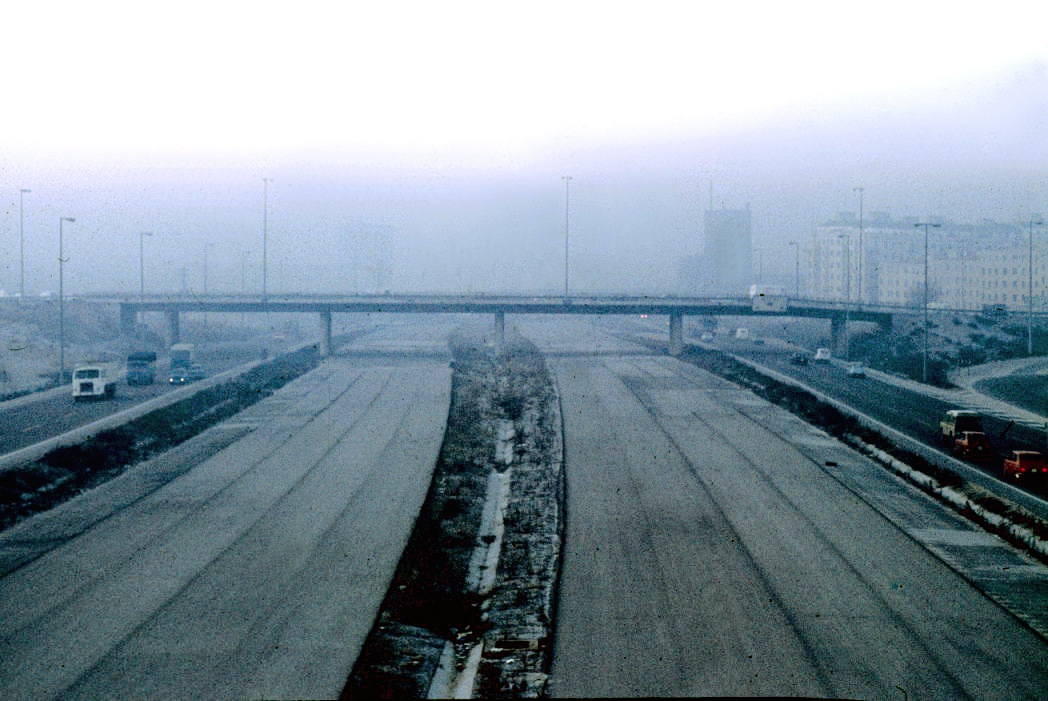
Bau der M-30 im Januar 1976, die Verteilerfahrbahnen am Rand sind bereits für den Verkehr freigegeben
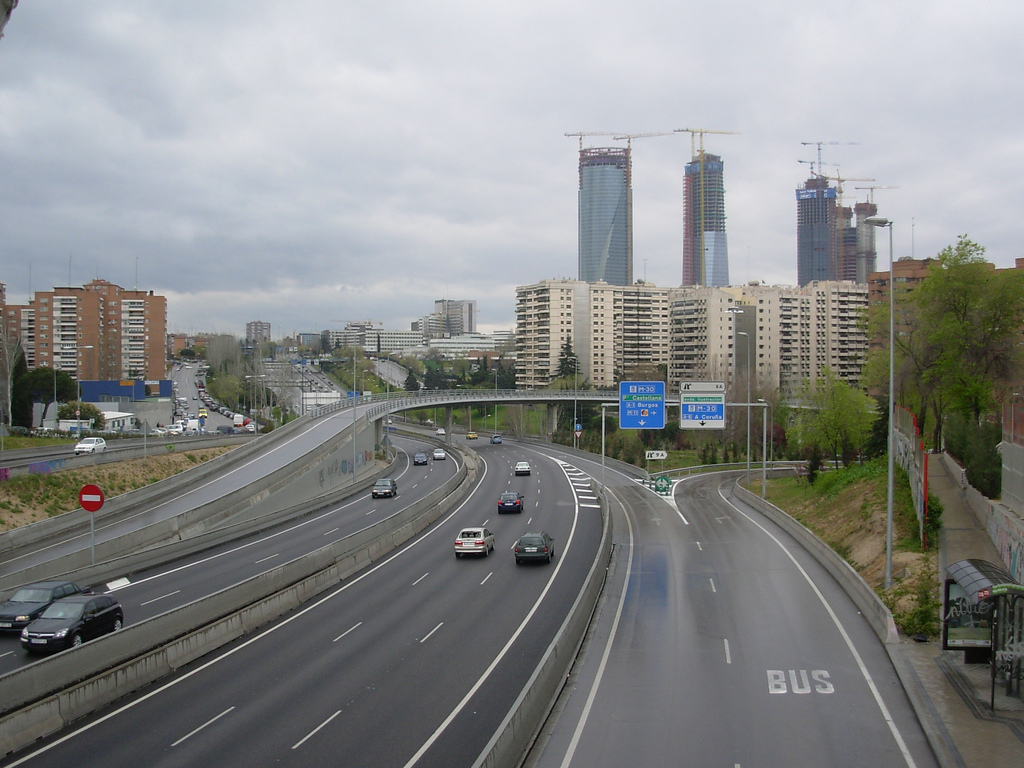
Die M-30 am Kreuz mit der A-2
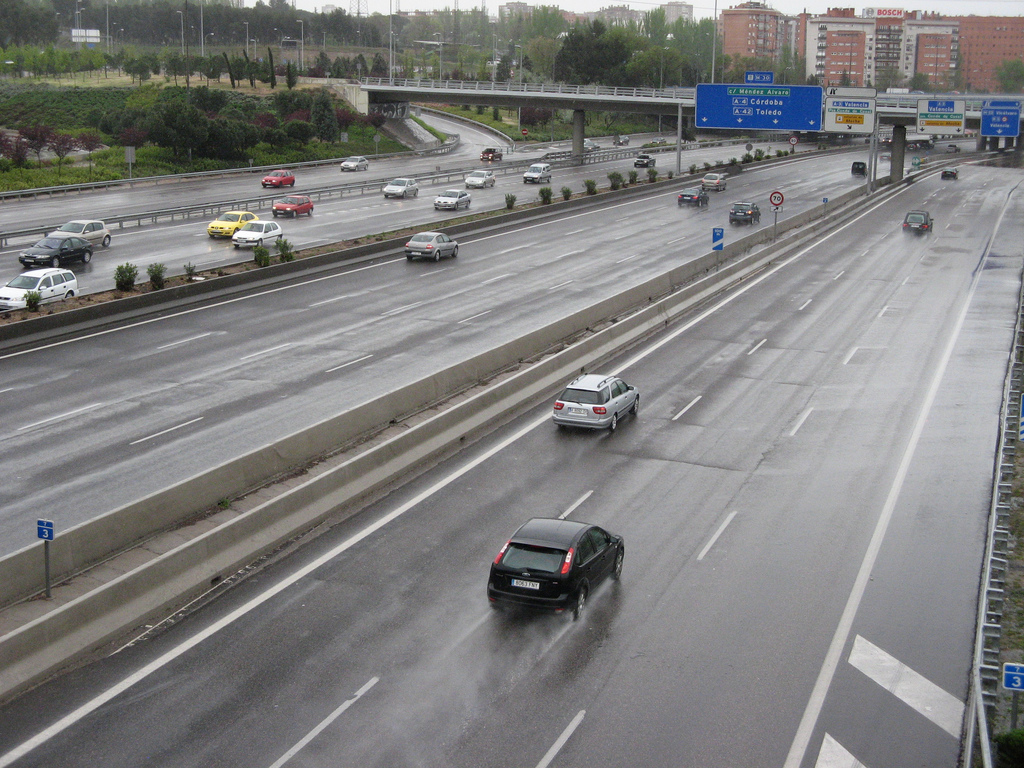
Am Kreuz mit der M-23
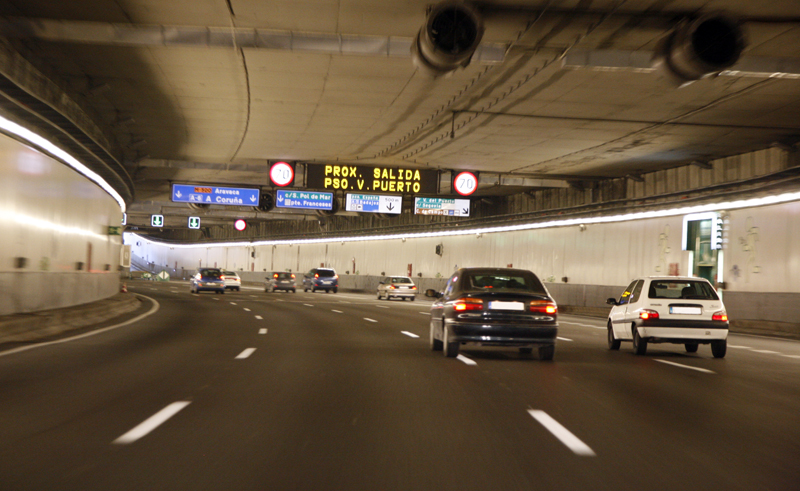
Túnel sur de Bypass
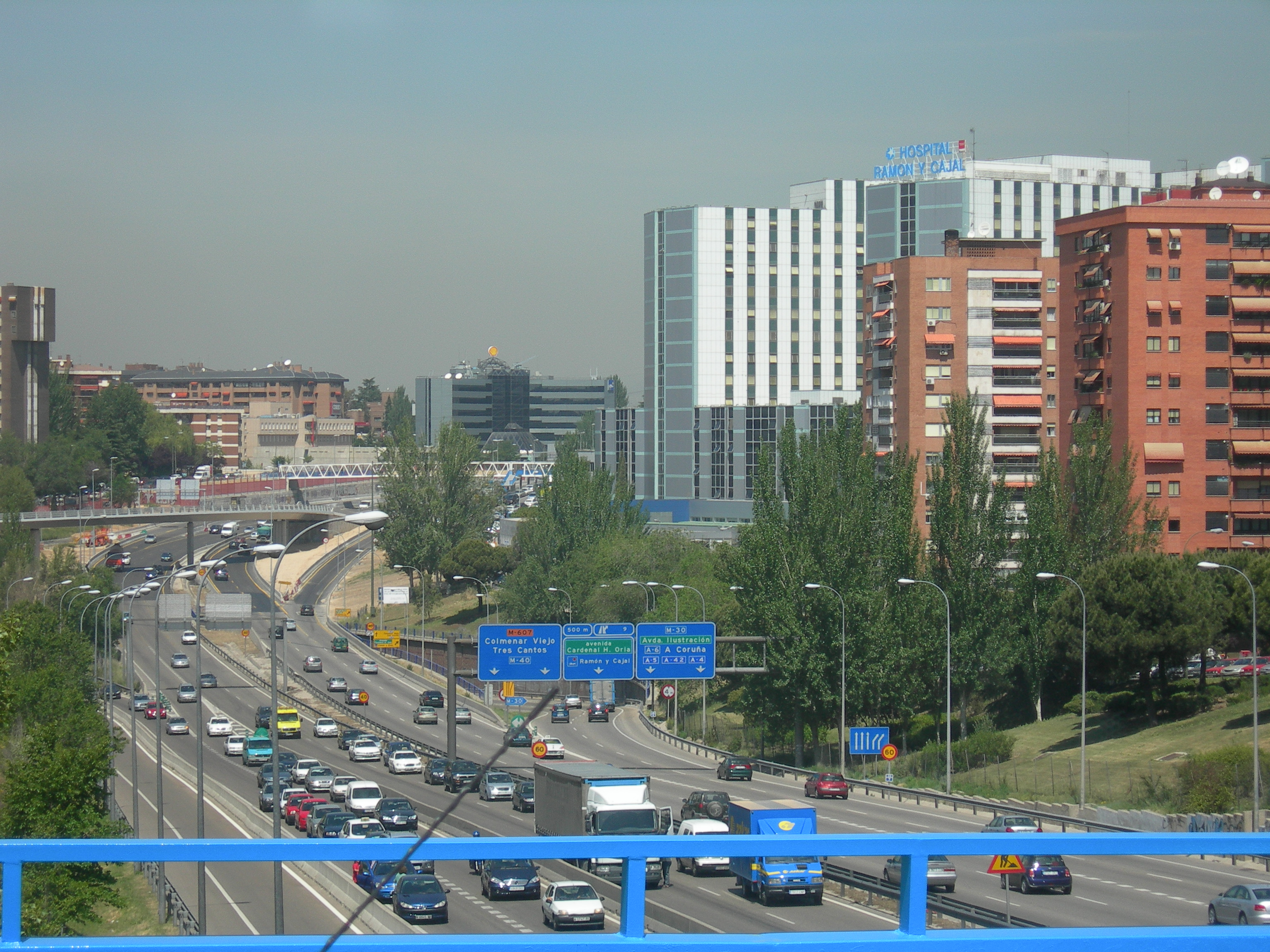
An der Verknüpfung mit der M-607 (Tres Cantos)